# Leucania senescens
Leucania senescens là một loài bướm đêm trong họ Noctuidae.